# 淺棕絲隆頭魚
淺棕絲隆頭魚（C. claire），又稱印尼絲鰭鸚鯛，為輻鰭魚綱鱸形目隆頭魚亞目隆頭魚科的其中一種，分布於中太平洋的庫克群島海域，棲息深度55-100公尺，本魚雄魚背面淡黃色，在側邊淡紫色至粉紅色；頭部暗黃色具有紫色的條紋；背鰭主要為橘紅色，在鰭的硬棘而前面柔軟部位上的基底與狹窄的暗紅色邊緣具有一個紫羅蘭色的條紋；尾鰭紅色的有在中央的部份中包含一個靠近邊緣的暗色區域的寬的末梢部的黃色邊緣; 雌性橘色至粉紅色，頭部背面佈滿了黃色；從嘴角到鰓裂的上端的一條紫色的條紋，然後在鰓蓋的邊緣上腹地延續，背鰭黃色，尾鰭橘色，體長可達8.4公分，棲息在珊瑚礁，生活習性不明。

## 擴展閱讀
維基物種上的相關：淺棕絲隆頭魚